# ساختمان علی باز استیک
ساختمان علی باز استیک مربوط به دوره صفوی است و در دهدشت، شمال شرق امامزاده جابر واقع شده و این اثر در تاریخ ۹ اردیبهشت ۱۳۸۲ با شمارهٔ ثبت ۸۴۱۹ به‌عنوان یکی از آثار ملی ایران به ثبت رسیده است.